# 1985 UY
1985 UY är en asteroid i huvudbältet som upptäcktes den 24 oktober 1985 av den tjeckiske astronomen Antonín Mrkos vid Kleť-observatoriet i Tjeckien.
Asteroiden har en diameter på ungefär 17 kilometer.